# Raue Hortensie
Die Raue Hortensie (Hydrangea aspera), auch als Fellhortensie oder Samthortensie bezeichnet, ist ein Strauch oder selten ein kleiner Baum aus der Familie der Hortensiengewächse. Sie wird aufgrund ihrer Blüten als Zierpflanze verwendet. Das natürliche Verbreitungsgebiet liegt in Asien und reicht von der gemäßigten bis in die tropische Zone.

## Beschreibung
Die laubabwerfende Raue Hortensie ist eine hinsichtlich Habitus, Blattgröße, Blattform und Behaarung sehr variable Art. Sie bildet 1 bis 4 selten bis 10 Meter hohe, spärlich verzweigte Sträucher oder kleine Bäume mit stielrunden oder leicht vierkantigen, dicht gelb- oder grauweiß behaarten Zweigen. Die Rinde ist braun.
Die gegenständigen Laubblätter haben einen 1 bis 4,5 Zentimeter langen, dicht striegelhaarigen oder kahlen Stiel. Die leicht ledrige Blattspreite ist einfach, 5 bis 25 Zentimeter lang und 2 bis 8 Zentimeter breit, elliptisch, lanzettlich bis eiförmig oder verkehrt-eiförmig, spitz bis zugespitzt, mit stumpfer bis abgerundeter Basis und einfach bis doppelt gesägtem Blattrand. Die Blattoberseite ist spärlich bis dicht striegelhaarig, die Unterseite dicht grau-weiß flaumig bis zottig behaart. Es werden sechs bis zehn Nervenpaare gebildet.
Die leicht duftenden Blüten sind in schirmförmigen, 8 bis 25 Zentimeter breiten Trugdolden oder Schirmrispen mit dicht graugelb behaarten Ästen angeordnet. Die wenigen, sterilen Blüten sind am Rand und die mehrheitlich zwittrigen im Zentrum angeordnet. 
Die lang gestielten, sterilen Blüten ohne Krone werden 2 bis 6 Zentimeter breit. Sie haben vier oder fünf 1 bis 3,3 Zentimeter lange und 0,9 bis 2,7 Zentimeter breite, grünlich-weiße, rosafarbene oder pupurne, breit-eiförmige, verkehrt-eiförmige oder rundliche, vergrößerte, petaloide Kelchblätter mit spitzig gezähntem, gekerbtem oder ganzem Rand. Die zahlreichen, kurz gestielten, fertilen, zwittrigen und fünfzähligen Blüten mit doppelter Blütenhülle haben einen 1 bis 1,5 Millimeter langen, glockenförmigen Blütenbecher mit 0,5 bis 1 Millimeter langen, breit-dreieckigen bis eiförmig-dreieckigen Kelchzähnen. Die Kronblätter sind 1,5 bis 2,5 Millimeter lang, purpur-blau bis -rosa, länglich-eiförmig bis eiförmig mit gestutzter Basis. Die zehn Staubblätter sind ungleich lang, die Staubbeutel sind etwa 0,5 Millimeter groß und rundlich. Der zweikammerige Fruchtknoten ist unterständig, die kurzen, zwei Griffel sind zurückgebogen, die Narben sind etwas vergrößert. Es ist ein Diskus vorhanden. 
Die kleinen, holzigen und vielsamigen Kapselfrüchte mit Griffelresten sind urnenförmig. Sie haben einen Durchmesser von 3 bis 3,5 Millimeter mit gestutzter Spitze. Die Samen sind bis 0,8 Millimeter groß, braun, spindelförmig, elliptisch oder rundlich, etwas zusammengedrückt und an beiden Enden mit etwa 0,2 Millimeter langen Flügeln versehen. 
Die Art blüht von Juli bis September, die Früchte reifen von September bis November.

## Verbreitung und Ökologie
Das natürliche Verbreitungsgebiet reicht von der gemäßigten bis in die tropische Zone Asiens. Man findet die Art in den chinesischen Provinzen Gansu, Guangxi, Guizhou, Hubei, Hunan, Jiangsu, Shaanxi, Yunnan und Sichuan, in Taiwan, Bhutan, in den indischen Bundesstaaten Westbengalen und Sikkim, in Nepal, Myanmar, Vietnam und auf den indonesischen Inseln Java und Sumatra. Sie wächst in artenreichen Wäldern in Höhen von 700 bis 4000 Metern auf mäßig trockenen bis frischen, schwach sauren bis alkalischen, nährstoffreichen Böden an licht- bis halbschattigen Standorten. Die Art ist stadtklimaverträglich, jedoch nur mäßig frosthart und meidet sandigen und tonigen Untergrund.

## Systematik
Die Raue Hortensie (Hydrangea aspera) ist eine Art aus der Gattung der Hortensien (Hydrangea) in der Familie der Hortensiengewächse (Hydrangeaceae), Unterfamilie Hydrangeoideae, Tribus Hydrangeae. Sie wurde von David Don 1825 erstbeschrieben.

## Verwendung

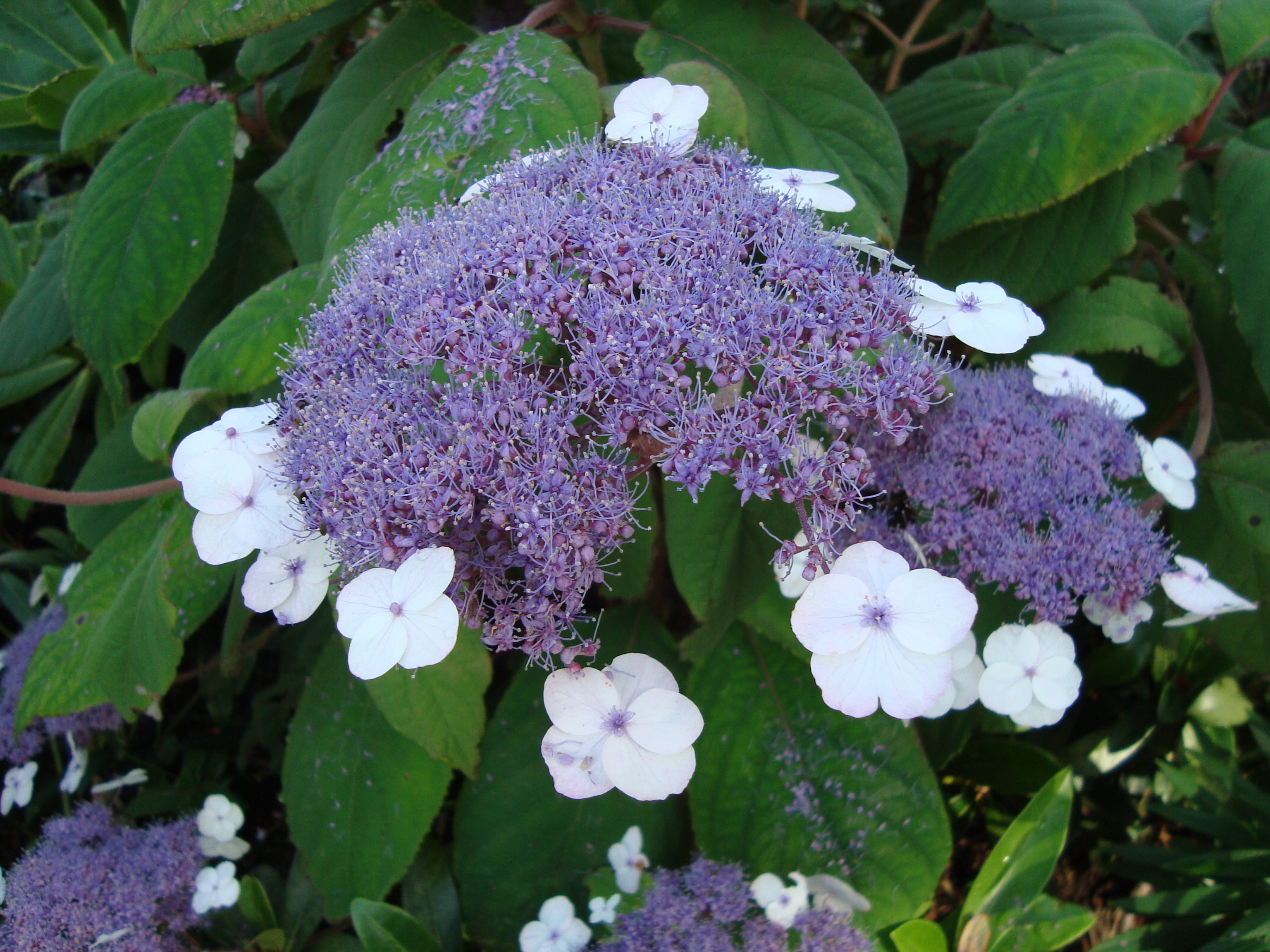
Sorte 'Macrophylla'

Sie wird aufgrund ihrer dekorativen Blüten als Ziergehölz verwendet. Eine häufig verwendete Sorte ist 'Macrophylla', ein wenig verzweigter, etwa 2 bis maximal 3 Meter hoher Strauch mit dicken Trieben und meist unverzweigten Ästen. Die Blattspreiten sind 15 bis 25 Zentimeter lang und eiförmig. Die Blattunterseite ist mit graufilzigen, gekräuselten oder aufrechten Haaren bedeckt. Die Blüten sind in 25 Zentimeter breiten, flachkugeligen Trugdolden angeordnet. Die sterilen Blüten sind weiß, die fertilen blasslila. Die Sorte blüht von Juli bis August.